# حسن نوعی‌اقدم

حسن نوعی‌اقدم  (زاده ۱۳۳۶ اردبیل) نماینده اصولگرای اردبیل، نمین و نیر در مجالس چهارم، هفتم و عضو کمیسیون اقتصادی مجلس چهارم و هیئت رییسه مجلس هفتم است.
وی پیش از نمایندگی استاد دانشگاه‌های اردبیل و مشاور وزیر آموزش و پرورش بوده است.
نوعی اقدم در اسفند ماه ۱۳۸۷ خود را نامزد دهم دوره انتخابات ریاست جمهوری کرد، وی شعار خود را " بهبود اقتصاد" و تشکیل " کابینه ائتلافی" قرار داد. (پارسینه)

## پیونده به بیرون
- سایت شخصی